# Cyrus A. Sulloway

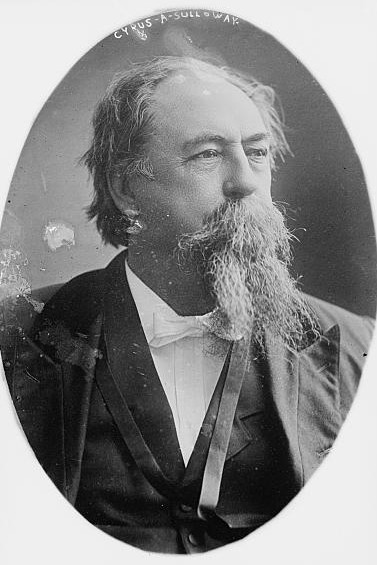
Cyrus A. Sulloway

Cyrus Adams Sulloway (* 8. Juni 1839 in Grafton, Grafton County, New Hampshire; † 11. März 1917 in Washington, D.C.) war ein US-amerikanischer Politiker. Zwischen 1895 und 1913 sowie von 1915 bis 1917 vertrat er den Bundesstaat New Hampshire im US-Repräsentantenhaus.

## Werdegang
Cyrus Sulloway besuchte die öffentlichen Schulen seiner Heimat, die Colby Academy und danach die Kimball Academy. Nach einem Jurastudium in Franklin und seiner im Jahr 1863 erfolgten Zulassung als Rechtsanwalt begann er in Manchester in seinem neuen Beruf zu arbeiten.
Sulloway war Mitglied der Republikanischen Partei. In den Jahren 1872 und 1873 wurde er in das Repräsentantenhaus von New Hampshire gewählt. Zwischen 1887 und 1893 war er erneut Abgeordneter in dieser Kammer. 1894 wurde er im ersten Distrikt von New Hampshire in das US-Repräsentantenhaus in Washington gewählt, wo er am 4. März 1895 die Nachfolge von Henry W. Blair antrat. Nach acht Wiederwahlen konnte er bis zum 3. März 1913 neun zusammenhängende Legislaturperioden im Kongress absolvieren. In diese Zeit fielen der Spanisch-Amerikanische Krieg sowie der Anschluss einiger Gebiete wie der Philippinen und einiger pazifischer Inseln an die Vereinigten Staaten. Auch das ehemalige Königreich Hawaiʻi kam 1898 unter amerikanische Verwaltung. Zwischen 1897 und 1899 war Sulloway Vorsitzender des Ausschusses zur Kontrolle der Ausgaben des Justizministeriums, von 1899 bis 1913 saß er im Ausschuss für Invalidenrenten.
Bei den Wahlen des Jahres 1912 unterlag er dem Demokraten Eugene Elliott Reed. Zwei Jahre später gelang es Sulloway, sein Abgeordnetenmandat zurückzugewinnen: Bei den Wahlen des Jahres 1916 wurde er erneut in den Kongress gewählt. Damit konnte er ab dem 4. März 1915 bis zu seinem Tod am 11. März 1917 im US-Repräsentantenhaus verbleiben. Zum Zeitpunkt seines Todes stand der Eintritt der Vereinigten Staaten in den Ersten Weltkrieg unmittelbar bevor. Sulloways Abgeordnetenmandat fiel nach einer Nachwahl an Sherman Everett Burroughs.